# Daniel Auteuil
Daniel Auteuil (Algeri, 24 gennaio 1950) è un attore e regista francese.

## Biografia
Nato in Algeria, nel 1950 si trasferisce coi genitori Henry Auteuil e Yvonne Castellan, cantanti lirici, ad Avignone, dove intraprende in età giovanile i primi passi nel mondo artistico, indirizzandosi verso l'operetta e il teatro. All'inizio degli anni settanta debutta al Teatro Nazionale di Parigi e, nel 1972, entra nel cast di una nota commedia musicale del tempo, Gospel. Gli anni settanta lo vedono a fianco di grandi protagonisti dei palcoscenici francesi e nel 1979 arriva il trionfo con il "Prix Gérard Philipe" come miglior giovane attore dell'anno.
La sua carriera cinematografica inizia nel 1975, con il film Appuntamento con l'assassino, ma è nel 1986 con il ruolo da coprotagonista, assieme a Yves Montand e Gérard Depardieu in Jean de Florette, che conquista il riconoscimento internazionale come uno dei maggiori attori francesi odierni e ottiene il Premio César per il migliore attore. Nel 1993 partecipa al film Ma saison préférée e nel 1998 affianca Nastassja Kinski nel film Il figlio perduto.
Negli anni 2000 affronta ruoli più ombrosi, quasi da villain, in film come 36 Quai des Orfèvres (2004) oppure Niente da nascondere (2005). Lavora spesso in co-produzioni italiane, tra l'altro recita in italiano nella commedia N (Io e Napoleone). Decide di passare dietro la macchina da presa e nel 2011 realizza La Fille du puisatier, tratto dal romanzo omonimo di Marcel Pagnol. Nel 2013 torna dietro la macchina da presa per affrontare la trilogia marsigliese dello stesso autore e realizza i primi due capitoli Marius e Fanny.

## Vita privata
Dal 1978 al 1984 è stato sposato con l'attrice Anne Jousset, con cui ha una figlia, Aurore, che l'ha reso nonno. Per lungo tempo diviene compagno di Emmanuelle Béart, con la quale ha una seconda figlia di nome Nelly; si separano nel 1995 e, dopo alcuni anni trascorsi con Marianne Denicourt, si sposa nel luglio del 2006 con la scultrice corsa Aude Ambroggi, da cui ha il figlio Zachary.

## Filmografia

### Attore

#### Cinema
- Appuntamento con l'assassino (L'Agression), regia di Gérard Pirès (1975)
- Attenti agli occhi, attenti al... (Attention les yeux !), regia di Gérard Pirès (1976)
- La Nuit de Saint-Germain-des-Prés, regia di Bob Swaim (1977)
- Monsieur Papa, regia di Philippe Monnier (1977)
- L'amour violé, regia di Yannick Bellon (1977)
- Les Héros n'ont pas froid aux oreilles, regia di Charles Nemes (1979)
- A noi due (À nous deux), regia di Claude Lelouch (1979)
- Bête mais discipliné, regia di Claude Zidi (1979)
- I sottodotati (Les Sous-doués), regia di Claude Zidi (1980)
- La banchiera (La Banquière), regia di Francis Girod (1980)
- Clara et les chics types, regia di Jacques Monnet (1980)
- Les Hommes préfèrent les grosses, regia di Jean-Marie Poiré (1981)
- Les Sous-doués en vacances, regia di Claude Zidi (1982)
- T'empêches tout le monde de dormir, regia di Gérard Lauzier (1982)
- Il colpetto (Pour 100 briques, t'as plus rien...), regia di Édouard Molinaro (1982)
- Que les gros salaires lèvent le doigt !, regia di Denys Granier-Deferre (1982)
- L'Indic, regia di Serge Leroy (1983)
- P'tit con, regia di Gérard Lauzier (1983)
- Les Fauves, regia di Jean-Louis Daniel (1984)
- L'Arbalète, regia di Sergio Gobbi (1984)
- Palace, regia di Édouard Molinaro (1985)
- L'amour en douce, regia di Édouard Molinaro (1985)
- Jean de Florette, regia di Claude Berri (1986)
- Manon delle sorgenti (Manon des sources), regia di Claude Berri (1986)
- Le paltoquet, regia di Michel Deville (1986)
- Qualche giorno con me (Quelques jours avec moi), regia di Claude Sautet (1988)
- Romuald & Juliette (Romuald et Juliette), regia di Coline Serreau (1989)
- Lacenaire, regia di Francis Girod (1990)
- Ma vie est un enfer, regia di Josiane Balasko (1991)
- Un cuore in inverno (Un cœur en hiver), regia di Claude Sautet (1992)
- La mia stagione preferita (Ma saison préférée), regia di André Téchiné (1993)
- La Regina Margot (La Reine Margot), regia di Patrice Chéreau (1994)
- La Séparation, regia di Christian Vincent (1994)
- Una donna francese (Une femme française), regia di Régis Wargnier (1994)
- Sostiene Pereira, regia di Roberto Faenza (1995)
- Cento e una notte (Les cent et une nuits de Simon Cinéma), regia di Agnès Varda (1995)
- L'ottavo giorno (Le Huitième Jour), regia di Jaco Van Dormael (1996)
- Les Voleurs, regia di André Téchiné (1996)
- Transfert pericoloso (Passage à l'acte), regia di Francis Girod (1997)
- Lucie Aubrac - Il coraggio di una donna (Lucie Aubrac), regia di Claude Berri (1997)
- Il cavaliere di Lagardère (Le Bossu), regia di Philippe de Broca (1997)
- La ragazza sul ponte (La Fille sur le pont), regia di Patrice Leconte (1998)
- Il figlio perduto (The Lost Son), regia di Chris Menges (1998)
- Mauvaise Passe, regia di Michel Blanc (1999)
- L'amore che non muore (La Veuve de Saint-Pierre), regia di Patrice Leconte (2000)
- Sade, regia di Benoît Jacquot (2000)
- Vajont, regia di Renzo Martinelli (2001)
- L'apparenza inganna (Le Placard), regia di Francis Veber (2001)
- L'avversario (L'Adversaire), regia di Nicole Garcia (2002)
- Piccoli tradimenti (Petites coupures), regia di Pascal Bonitzer (2003)
- Rencontre avec le dragon, regia di Hélène Angel (2003)
- In amore c'è posto per tutti (Après vous...), regia di Pierre Salvadori (2003)
- Sotto falso nome, regia di Roberto Andò (2004)
- Nos amis les flics, regia di Bob Swaim (2004)
- Pourquoi (pas) le Bresil?, regia di Laetitia Masson (2004)
- 36 Quai des Orfèvres, regia di Olivier Marchal (2004)
- L'un reste, l'autre part, regia di Claude Berri (2005)
- Niente da nascondere (Caché), regia di Michael Haneke (2005)
- Incontri d'amore (Peindre ou faire l'amour), regia di Arnaud e Jean-Marie Larrieu (2005)
- Una top model nel mio letto (La doublure), regia di Francis Veber (2006)
- L'entente cordiale, regia di Vincent De Brus (2006)
- N (Io e Napoleone), regia di Paolo Virzì (2006)
- Il mio migliore amico (Mon meilleur ami), regia di Patrice Leconte (2006)
- Il mio amico giardiniere (Dialogue avec mon jardinier), regia di Jean Becker (2007)
- L'onore delle armi (Le deuxième souffle), regia di Alain Corneau (2007)
- L'invitato (L'invité), regia di Laurent Bouhnik (2007)
- L'ultima missione (MR 73), regia di Olivier Marchal (2008)
- Daddy Cool - Non rompere papà (15 ans et demi...), regia di François Desagnat (2008)
- Il troppo sdoppia (La personne aux deux personnes), regia di Nicolas & Bruno (2008)
- Je l'aimais, regia di Zabou Breitman (2009)
- Donnant, Donnant, regia di Isabelle Mergault (2010)
- La Fille du puisatier, regia di Daniel Auteuil (2011)
- La mer à boire, regia di Jacques Maillot (2012)
- Il cecchino (Le Guetteur), regia di Michele Placido (2012)
- Jappeloup, regia di Christian Duguay (2013)
- Marius, regia di Daniel Auteuil (2013)
- Fanny, regia di Daniel Auteuil (2013)
- Avant l'hiver, regia di Philippe Claudel (2013)
- Tra amici (Entre amis), regia di Olivier Baroux (2015)
- Nos femmes, regia di Richard Berry (2015)
- Les Naufragés, regia di David Charhon (2016)
- In nome di mia figlia (Au nom de ma fille), regia di Vincent Garenq (2016)
- Le confessioni, regia di Roberto Andò (2016)
- Quasi nemici - L'importante è avere ragione (Le Brio), regia di Yvan Attal (2017)
- Sogno di una notte di mezza età - Amoureux de ma femme (Amoureux de ma femme), regia di Daniel Auteuil (2018)
- Remi (Rémi sans famille), regia di Antoine Blossier (2018)
- La belle époque, regia di Nicolas Bedos (2019)
- Addio, signor Haffmann (Adieu Monsieur Haffmann), regia di Fred Cavayé (2021)
- The New Toy (Le Nouveau Jouet), regia di James Huth (2022)
- Un silence, regia di Joachim Lafosse (2023)
- La Petite Vadrouille, regia di Bruno Podalydès (2024)
- La misura del dubbio (Le Fil), regia di Daniel Auteuil (2024)
- Vie privée, regia di Rebecca Zlotowski (2025)

#### Televisione
- Assassinat de Concino Concini – film TV (1976)
- Appuntamento in nero (Rendez-vous en noir), regia di Claude Grinberg – miniserie TV (1977)

### Regista
- La Fille du puisaitier (2011)
- Marius (2013)
- Fanny (2013)
- Sogno di una notte di mezza età - Amoureux de ma femme (Amoureux de ma femme) (2018)
- La misura del dubbio (Le Fil) (2024)

## Riconoscimenti
- Premio César
  - 1987 – Miglior attore protagonista per Jean de Florette e Manon delle sorgenti
  - 1989 - Candidatura al migliore attore per Qualche giorno con me
  - 1991 - Candidatura al migliore attore per Lacenaire
  - 1993 - Candidatura al migliore attore per Un cuore in inverno
  - 1994 - Candidatura al migliore attore per La mia stagione preferita
  - 1995 - Candidatura al migliore attore per La Séparation
  - 1997 - Candidatura al migliore attore per L'ottavo giorno
  - 1998 - Candidatura al migliore attore per Il cavaliere di Lagardère
  - 2000 – Miglior attore protagonista per La ragazza sul ponte
  - 2003 - Candidatura al migliore attore per L'avversario
  - 2004 - Candidatura al migliore attore per In amore c'è posto per tutti
  - 2005 - Candidatura al migliore attore per 36 Quai des Orfèvres
  - 2018 - Candidatura al migliore attore per Quasi nemici - L'importante è avere ragione
  - 2020 - Candidatura al migliore attore per La belle époque

- Festival di Cannes
  - 1996 – Miglior attore protagonista per L'ottavo giorno

- David di Donatello
  - 1993 – Miglior attore straniero per Un cuore in inverno

## Doppiatori italiani
Nelle versioni in italiano nelle opere in cui ha recitato, Auteuil è stato doppiato da:
- Luca Biagini in Il mio amico giardiniere, Il cecchino, Quasi nemici - L'importante è avere ragione, Remi, La belle époque, The New Toy
- Rodolfo Bianchi in Romuald & Juliette, Piccoli tradimenti, Incontri d'amore, L'ultima missione, In nome di mia figlia
- Massimo Popolizio in Sostiene Pereira, L'ottavo giorno, Transfert pericoloso, Sade
- Sergio Di Stefano in La ragazza sul ponte, L'amore che non muore, Vajont, L'apparenza inganna
- Roberto Pedicini in Una donna francese, Il figlio perduto, Il mio migliore amico, Daddy Cool - Non rompere papà
- Mario Cordova in In amore c'è posto per tutti, Sogno di una notte di mezza età, Addio, Signor Haffmann
- Francesco Prando in Lucie Aubrac - Il coraggio di una donna, Niente da nascondere
- Angelo Maggi in 36 Quai des Orfèvres, Una top model nel mio letto
- Gianni Bersanetti in Un cuore in inverno
- Nino D'Agata in Ma saison préférée
- Massimo Corvo in La regina Margot
- Francesco Pannofino in Il cavaliere di Lagardère
- Massimo Lodolo in L'avversario
- Paolo Maria Scalondro in Sotto falso nome
- Luca Zingaretti in Le confessioni
- Dario Oppido in L'onore delle armi
- Massimo Rossi in La misura del dubbio

Nel film N (Io e Napoleone) recita in italiano.